# کارلوس دو کارمو
کارلوس دو کارمو (به انگلیسی: Carlos do Carmo) (زاده ۲۱ دسامبر ۱۹۳۹ – درگذشته ۱ ژانویه ۲۰۲۱) خواننده پرتغالی بود.
او نماینده پرتغال در یوروویژن ۱۹۷۶ بود.